# Didemnum arancium
Didemnum arancium är en sjöpungsart som beskrevs av Kott 200. Didemnum arancium ingår i släktet Didemnum och familjen Didemnidae. Inga underarter finns listade i Catalogue of Life.